# لوئیس فارینا
لوئیس فارینا (انگلیسی: Luis Fariña؛ زادهٔ ۲۰ آوریل ۱۹۹۱) بازیکن فوتبال اهل آرژانتین است.
از باشگاه‌هایی که در آن بازی کرده‌است می‌توان به باشگاه ورزشی بنی یاس، باشگاه فوتبال بنفیکا، باشگاه فوتبال دپورتیوو لاکرونیا، باشگاه فوتبال رایو وایکانو، باشگاه فوتبال اونیورسیداد شیلی، و باشگاه فوتبال راسینگ کلوب آویاندا اشاره کرد.